# Tikhon Jiznevski
Tikhon Igorevitch Jiznevski (en russe : Ти́хон И́горевич Жизне́вский ; né à Zelenogradsk le 30 août 1988) est un acteur de théâtre et cinéma russe.

## Filmographie
- 2024 : Major Grom : The Game
- 2022 : First Oscar
- 2021: Major Grom : Le Docteur de peste
- 2020 : Fire (Огонь) d'Alexeï Noujny : Maxime Choustov